# Chimarra brasiliana
Chimarra brasiliana är en nattsländeart som beskrevs av Georg Ulmer 1905. Chimarra brasiliana ingår i släktet Chimarra och familjen stengömmenattsländor. Inga underarter finns listade i Catalogue of Life.